# Julien (prénom)
Pour les articles homonymes, voir Julien.
Cette page présente le prénom Julien ainsi que ses variantes.
Julien est un prénom masculin.

## Étymologie
Julien est d'origine latine, dérivé de la gens Julia, qui disait descendre du Troyen Iule (Ascagne), fils d'Énée et petit-fils d'Aphrodite (Vénus) ; il est donc apparenté à Jules et juillet. Éclipsé ensuite par les prénoms germaniques, il ne resurgit qu'aux XVe et XVIe siècles, lors de la Renaissance.
L'étymologie est discutée. Une hypothèse en fait un dérivé de Jupiter (génitif Jovis). Une autre le rapproche du grec ancien ioulos : « gerbe de blé », que l'on retrouve dans le nom de Déméter Ioulô (Cérès), déesse des moissons. Le mot ioulos, dont le sens premier est « duvet, poil follet, barbe naissante », signifie aussi chez Théophraste « duvet végétal, chaton (botanique), vrille (botanique) » et, chez Aristote, « mille-pattes » (cf. iule).

## Variantes linguistiques
- allemand : Julian (prononcé youliann)
- anglais : Julian, Jolyon
- basque : Julen
- Berbère : Yulyan
- breton : Juluan
- catalan : Julià
- chinois mandarin : 尤利安 (hanyu pinyin yóulì'ān)
- coréen : 졸리엥
- espagnol : Juliano, Julián
- galicien : Xulián
- grec : Ιουλιανός (Ioulianos)
- hongrois : Julianus (Gyula est l'équivalent de Jules)
- italien : Giuliano
- japonais : ジュリアン (jurian en transcription rōmaji Hepburn)
- latin : Iulianus
- néerlandais : Julianus
- norvégien : Julian
- occitan : Julian
- polonais : Julian
- poitevin : Jhullén
- portugais : Juliano, Julião
- roumain : Iulian
- russe : Юлиан (Ioulian), forme populaire Ульян (Oul'ian), d'où Oulianov, nom de famille de Lénine
- serbo-croate : Julijan
- tahitien : Turiano
- corse : Ghjulianu

## Saints patrons
- Saint Julien , plusieurs saints du christianisme.

## Personnalités portant ce prénom

### Empereurs
- Julien, Didius Julianus, empereur romain en 193 ;
- Julien, Flavius Claudius Julianus, empereur romain de 361 à 363.

### Gens d’Église
- Julien d'Alexandrie 11e patriarche d'Alexandrie de 178 à 188
- Julien d'Éclane, évêque partisan de Pélage au Ve siècle.
- Julien II de Tolède, théologien du VIIe siècle.

### Autres personnalités
- Pour l'ensemble des articles sur les personnes portant ce prénom, consulter :
  - la liste des articles dont le titre commence par ce prénom
  - les listes produites par Wikidata : Liste des personnes de prénom « Julien » — même liste en incluant les éventuels prénoms composés qui contiennent « Julien ».